# Раздьяконов, Владислав Олегович
Владислав Олегович Раздьяконов (род. 26 августа 2004, Екатеринбург) — российский хоккеист, нападающий.

## Биография
На детско-юношеском уровне играл за екатеринбургские школы «Спартаковец», «Автомобилист», «Факел», «Авто-Спартаковец», «Металлург-Лидер» (Верхняя Пышма). С сезона 2020/21 — игрок команды МХЛ «Авто». С сезона 2023/24 также стал выступать в ВХЛ за «Горняк-УГМК», 16 сентября в гостевой игре против «Трактора» (1:2) дебютировал в КХЛ.